# Parsoli
Parsoli fou una thikana o jagir de l'antic principat de Mewar, formada per 46 pobles. La capital era Parsoli, a 135 km al nord d'Udaipur (Rajasthan) amb només 831 habitants el 1901. El territori, a uns 45 km al nord de Chitor, estava governat per un thakur (noble) dels de primera classe de Mewar, amb títol de rao, que pertanyia al clan chahuan dels rajputs. Els ingressos el 1894 foren de 25000 rúpies i el tribut pagat al darbar de Mewar de 926 rúpies. L'estat fou concedit a Kesri Singh, fill segon de Ram Chandra I de Bedla, pel maharana Raj Singh de Mewar, vers el 1670.
Llista de raos
- Kesri Singh I, vers 1656-1692
- Nahar Singh 1692-? (fill)
- Raghunat Singh ?-1748 (fill)
- Raj Singh 1748-1769 (fill)
- Sangram Singh 1769-1783 (fill)
- Samant Singh o Sawant Singh 1783-1795 (fill)
- Kesri Singh II 1795-1813 (fill) raja saheb de Bedla des de 1813 (1813-1835).
- Lal Singh I 1813-1837 (germà)
- Lakshman Singh 1837-1880 (fill)
- Ratan Singh 1880-1903 (fill)
- Lal Singh II 1903-1924 (net)
- Jagannath Singh 1924-1953